# Astrid Schneider
Astrid Schneider (* 24. November 1965 in Gehrden) ist eine deutsche Architektin, Politikerin und war von 2009 bis 2011 Abgeordnete für Bündnis 90/Die Grünen im Abgeordnetenhaus von Berlin.

## Leben
Astrid Schneider studierte nach dem Abitur am Ratsgymnasium in Hannover Architektur, Stadt- und Landschaftsplanung, sowie Energietechnik an der Gesamthochschule Kassel. Anschließend folgte ein Architekturstudium an der Hochschule der Künste Berlin, das sie 1993 mit dem Abschluss als Dipl.-Ing. Architektur beendete. Sie ist als selbstständige Architektin mit Schwerpunkt Solararchitektur tätig.

## Politik
Astrid Schneider ist Mitglied von Bündnis 90/Die Grünen. Am 2. November 2009 rückte sie für Lisa Paus, die in den Bundestag gewählt worden war, in das Abgeordnetenhaus nach. Für die Wahl zum Abgeordnetenhaus von Berlin 2011 bewarb sich Schneider mehrfach um einen Platz auf der Landesliste, wurde jedoch von den Grünen nicht wieder aufgestellt. Mit der Konstituierung des Abgeordnetenhauses am 27. Oktober 2011 schied Schneider aus dem Parlament aus. 2013 scheiterte sie (mit 12,5 % der Stimmen) erneut mit einer Bewerbung für die Berliner Landesliste der Grünen zur Bundestagswahl 2013.

## Werke
- Solar Architektur für Europa, Birkhäuser, Basel 1996, ISBN 3-7643-5381-3.
- Störfall Atomkraft: Aktuelle Argumente zum Ausstieg aus der Kernenergie, Vas-Verlag für Akademische Schriften, 2010, ISBN 3-88864-468-2.

## Belege
1. ↑  Thomas Rogalla: Parteitag der Grünen: Dreiviertelmehrheit für Künast-Kandidatur. In: fr-online.de. 16. Februar 2013, ehemals im Original (nicht mehr online verfügbar); abgerufen am 19. Dezember 2014. (Seite nicht mehr abrufbar. Suche in Webarchiven)

| Personendaten    | Personendaten                                                     |
| ---------------- | ----------------------------------------------------------------- |
| NAME             | Schneider, Astrid                                                 |
| KURZBESCHREIBUNG | deutsche Architektin und Politikerin (Bündnis 90/Die Grünen), MdA |
| GEBURTSDATUM     | 24. November 1965                                                 |
| GEBURTSORT       | Gehrden                                                           |